# مارکو سجنا
مارکو سجنا (انگلیسی: Marco Sejna؛ زادهٔ ۲۰ مارس ۱۹۷۲) بازیکن فوتبال اهل آلمان است.
از باشگاه‌هایی که در آن بازی کرده‌است می‌توان به باشگاه فوتبال زاکسن لایپزیگ، باشگاه فوتبال اینگولشتات ۰۴، باشگاه فوتبال یونیون برلین، باشگاه فوتبال روت وایس اهلن، باشگاه فوتبال روت‌وایس اسن، و باشگاه فوتبال هرتابرلین اشاره کرد.